# Maurice Herlihy
Maurice Peter Herlihy, né le 4 janvier 1954, est un informaticien américain. Il travaille sur les aspects théoriques et pratiques des systèmes concurrents et distribués.

## Parcours professionnel
Maurice Herlihy étudie les mathématiques à l'université Harvard et obtient un B. Sc. en 1975, puis l'informatique au Massachusetts Institute of Technology avec un M. Sc. en 1980 et un Ph. D. en 1984, sous la direction de Barbara Liskov, avec une thèse intitulée « Modular Composition of Fault-Tolerant Systems ». Pendant l'été 1982, il est chercheur au Palo Alto Research Center. De 1984 à 1989 il est professeur assistant à l'université Carnegie-Mellon et de 1989 à 1994 il travaille au Cambridge Research Laboratory de DEC. En 1994 il devient professeur associé, et en 1998 professeur à l'université Brown. Il passe une année sabbatique (2004-2005) chez Microsoft Research, et une autre (2010-2011) au Technion.

## Recherche
Herlihy a joué un rôle important dans le développement des multiprocesseurs par la notion de mémoire transactionnelle logicielle qu'il a inventée avec J. Eliot B. Moss (en) et qui a été appliquée dans des processeurs chez Intel et IBM.
Il a fait des contributions sur la synchronisation sans d'attente « Wait-free Synchronization ». Il introduit, avec Jeannette Wing, la notion de linéarisabilité « linearizability » pour des structures de données concurrentes et définit, avec Nir Shavit et James Aspnes, le concept de « Counting Networks ». Avec Shavit, il introduit aussi l'usage de méthodes topologiques pour le traitement d'algorithmes distribués.

## Prix et distinctions
- 2003 Prix Dijkstra pour la Wait-Free Synchronization[2].
- 2004 Prix Gödel pour The topological structure of asynchronous computation avec Nir Shavit[3], prix attribué cette même année aussi à Michael Saks et Fotios Zaharoglou.
- 2005 : Fellow de l'Association for Computing Machinery[4].
- 2008 ISCA Influential Paper Prize avec J.E.B. Moss, pour leur article Transactional Memory architectural support for lock-free data structures paru dans le International Symposium on Computer Architecture, en 1993[5],[6].
- 2012 Prix Dijkstra pour Transactional Memory: architectural support for lock-free data structures avec J. Eliot B. Moss[7].
- 2013 Prix W. Wallace McDowell (en) pour « des contributions fondamentales à la théorie et la pratique d'ordinateurs à multiprocesseurs »[8].
- 2013 : Membre de la National Academy of Engineering[9], « pour les techniques de linéarisabilité, structures de données non bloquantes, et mémoire transactionnelle dans le calcul concurrent ».
- 2014 : Fellow de la National Academy of Inventors (en)[10].
- 2015 : Membre de l'Académie américaine des arts et des sciences[11].

## Livres et chapitres
- Maurice Herlihy et Nir Shavit, The Art of Multiprocessor Programming, Elsevier, 2012 (1re éd. 2008), 508 p. (ISBN 978-0-12-397337-5 et 0123973376, lire en ligne).
- (en) Maurice Herlihy, Dmitriĭ Nikolaevich Kozlov et Sergio Rajsbaum, Distributed Computing Through Combinatorial Topology, Amsterdam, Morgan Kaufmann, 2014, 319 p. (ISBN 978-0-12-404578-1).
- Maurice Herlihy et Nir Shavit, « Applications of Algebraic Topology to Concurrent Computation », dans Greg Astfalk (éditeur), Applications on Advanced Architecture Computers, SIAM press, 1996, 359 p. (ISBN 9780898713688 et 0898713684, DOI 10.1137/1.9780898719659.ch23), p. 255-263.
- Maurice Herlihy et Sergio Rajsbaum, « Algebraic Topology and Distributed Computing - a Primer », dans Jan van Leeuwen (éditeur), Compuer Science Today - Recent Trends and Developments, Springer, coll. « Lecture Notes in Computer Science vol. 1000 », 1995, 359 p. (ISBN 3540601058), p. 203-217

Maurice Herlihy est ou a été éditeur de plusieurs revues scientifiques, dont Journal of the ACM (1998-2010), SIAM Journal of Computing (1994-2000), éditeur associé ACM Transactions on Computer Systems (1993-2010). Il est détenteur de nombreux brevets 27 sont listés dans son CV.